# Pogorzelisko (film 2010)
Pogorzelisko (fr. Incendies, 2010) – kanadyjski dramat filmowy w reżyserii Denisa Villeneuve’a, adaptacja sztuki teatralnej Scorched autorstwa Wajdiego Mouawada. Premiera filmu miała miejsce 4 września 2010 roku podczas Telluride Film Festival. Następnie obraz został zaprezentowany na festiwalach filmowych w Toronto i Warszawie.
Film został wyselekcjonowany jako oficjalny kandydat Kanady do Oscara dla najlepszego filmu nieanglojęzycznego podczas 83. ceremonii wręczenia Oscarów. 25 stycznia 2011 roku film otrzymał nominację do nagrody.
28 stycznia 2011 roku firma Hagi Film wprowadziła film do dystrybucji na terenie Polski.

## Fabuła
Podczas odczytywania testamentu zmarłej matki, bliźnięta Jeanne i Simon dowiadują się, iż mają rodzeństwo i ojca, który nadal żyje, choć za życia ich matka twierdziła coś innego. Ostatnią wolą zmarłej było, aby rodzeństwo wybrało się na Bliski Wschód, żeby odnaleźć rodzinę i dostarczyć im zapieczętowane listy.

## Obsada
- Lubna Azabal jako Nawal Marwan
- Mélissa Désormeaux-Poulin jako Jeanne Marwan
- Maxim Gaudette jako Simon Marwan
- Rémy Girard jako Notariusz Jean Lebel
- Abdelghafour Elaaziz jako Abou Tarek
- Allen Altman jako Notariusz Maddad
- Mohamed Majd jako Chamseddine
- Nabil Sawalha jako Fahim
- Baya Belal jako Maika

i inni

## Nagrody i nominacje
83. ceremonia wręczenia Oscarów
- nominacja: najlepszy film nieanglojęzyczny − Denis Villeneuve (Kanada)

26. Warszawski Międzynarodowy Festiwal Filmowy
- nagroda: Grand Prix − Denis Villeneuve

37. ceremonia wręczenia Cezarów
- nominacja: najlepszy film zagraniczny − Denis Villeneuve (Kanada)

65. ceremonia wręczenia nagród Brytyjskiej Akademii Filmowej
- nominacja: najlepszy film nieanglojęzyczny − Denis Villeneuve, Luc Déry i Kim McGraw (Kanada)